# لغات البونجو-باكا
لغات البونجو كابا (بالإنجليزية:Bongo–Baka languages) تتكون لغات البونجو كابا أو البونجو من ست لغات يتحدث بها في جنوب السودان هم أعضاء في عائلة اللغة وسط السودان.
تعتبر لغة (جور مودو) هي أكثر لغات البونجو- كايا التي يتحدث بها بالسكان، حيث يبلغ تعداد الناطقين بها حوالي مائة ألف شخص.

## عائلة لغات البونجو كابا
- بونجو
- باكا
- موركودو بيلي (Morokodo – Beli) والتي تقسم إلى:

1. جور مودو (Jur Modo)
2. موروكودو (Morokodo)
3. جور بيلي (بيلي)
4. ميتو (منقرضة)

في التصنيفات المختلفة تنفصل لغة بونغو أحياناً عن باقي عائلة اللغات لذلك قد تكون عبارة بونجو باكا أقل غموضاً من بونجو ببساطة. مع ذلك فإن عالم اللغات الفرنسي باسكال بوينجو لايعتبر تصنيف عائلة لغات البونجو- كابا تصنيفا صحيحا. وقد أعتبر أن لغتي الـ «بونجو» والـ«باكا» لغات متفرعة من لغات الـ بونغو باقرمي